# Див (Оаза)
Див (фр. Dives) насеље је и општина у североисточној Француској у региону Пикардија, у департману Оаза која припада префектури Компјењ.
По подацима из 2011. године у општини је живело 354 становника, а густина насељености је износила 42,7 становника/km². Општина се простире на површини од 8,29 km². Налази се на средњој надморској висини од 60 метара (максималној 153 m, а минималној 52 m).

## Демографија
| 1962. | 1968. | 1975. | 1982. | 1990. | 1999. | 2011. |
| ----- | ----- | ----- | ----- | ----- | ----- | ----- |
| 235   | 193   | 195   | 232   | 287   | 327   | 354   |

График промене броја становника у току последњих година